# Richard Cox
Richard Cox (New York, 6 mei 1948), geboren als Richard Zuckerman, is een Amerikaans acteur.

## Biografie
Cox is een zoon van twee professionele dansers, zijn vader verliet de showbusiness om makelaar te worden. Cox heeft gestudeerd aan de Yale-universiteit in New Haven (Connecticut), en haalde hier zijn Bachelor of Arts in antropologie.
Cox begon in 1968 met acteren in de televisieserie Love of Life. Hierna heeft hij nog meerdere rollen gespeeld in televisieseries en films zoals Executive Suite (1976-1977), Cruising (1980), Loving (1992), The Visitor (1997) en CSI: Miami (2011).
Cox is ook actief in het theater, hij maakte in 1972 zijn debuut op Broadway met het toneelstuk The Sign in Sidney Brustein's Window in de rol van zanger. In 1979 werd hij genomineerd voor een Tony Award voor zijn rol in de musical Platinum.

## Filmografie

### Films
Uitgezonderd korte films.
- 2015 A Mother Betrayed – als Harry
- 2010 Radio Free Albemuth – als de dokter
- 2008 Blank Slate – als senator Davis Wilmont
- 2008 The Toe Tactic – als Stalker Timmy
- 2005 Barry Dingle – als Levinowsky
- 2003 Missing Brendan – als Sean Calden
- 2002 Storm Watch – als Richard Clark
- 2002 Outta Time – als Taylor
- 2001 Besotted – als Raymond
- 2000 American Tragedy – als Alan Dershowitz
- 1999 The Velvet Club – als Julian
- 1998 The Climb – als winkelbediende
- 1996 Looking for Richard – als Catesby
- 1995 Young at Heart – als Marco
- 1990 Street Justice – als Sam Chandler
- 1988 White Ghost – als staatssecretaris
- 1988 Unholy Matrimony – als Irvin Dymond
- 1988 Rage to Kill – als kapitein Martin
- 1988 Shattered Innocence – als Brad Pullman
- 1987 Once Again – als Jag
- 1987 Zombie High – als Philo
- 1986 The Vindicator – als Alex Whyte
- 1985 Hellhole – als Ron
- 1984 The Oasis – als Paul
- 1983 Can She Bake a Cherry Pie? – als klant in café
- 1982 Alice at the Palace – als Mad Hatter
- 1981 King of the Mountain – als Roger
- 1980 Camp Grizzly – als Nick
- 1980 Cruising – als Stuart Richards
- 1977 Golden Rendezvous – als Browning
- 1977 Between the Lines – als Wheeler
- 1974 Seizure – als Gerald

### Televisieseries
Uitgezonderd eenmalige gastrollen.
- 2015 The Librarians – als Prospero – 4 afl.
- 2013 - 2014 Alpha House – als Graydon Talbot – 10 afl.
- 2011 CSI: Miami – als rechter Ebersol – 2 afl.
- 1997 The Visitor – als vice-directeur Grushaw – 4 afl.
- 1991 - 1994 Loving – als Giff Bowman – 126 afl.
- 1992 – 1994 Ghostwriter – als Max Frazier – 13 afl.
- 1988 Tanner '88 – als David Seidelman – 7 afl.
- 1987 The Bronx Zoo – als Charlie Turner – 4 afl.
- 1976 – 1977 Executive Suite – als Mark Desmond – 18 afl.
- 1968 – 1969 Love of Life – als Bobby Mackey – ? afl.

## Theaterwerk opBroadway
- 1996 The Apple Doesn't Fall… – als Dr. Sam Gordon
- 1993 – 1995 Blood Brothers – als verteller
- 1978 Platinum – als Dan Danger
- 1972 Captain Brassbound's Conversion – als Redbrook
- 1972 The Sign in Sidney Brustein's Window – als zanger

- Bibliothèque nationale de France: cb14167150n (data)
- International Standard Name Identifier: 0000 0001 1483 6405
- Library of Congress Control Number: no2010095922
- Virtual International Authority File: 165799452
- WorldCat: E39PBJrm4Y4WrtHFt4GYQCGmBP